# Федосеев, Алексей Фролович
Алексе́й Фро́лович Федосе́ев (28 февраля [13 марта] 1913, Армиёво, Саратовская губерния — 11 февраля 1978, Москва) — советский конструктор и учёный в области авиационной электротехники, доктор технических наук (1968), профессор (1971). Герой Социалистического Труда (1966). Лауреат двух Сталинских премий.

## Биография
Родился 28 февраля (13 марта) 1913 года в селе Армиёво (ныне в Шемышейском районе, Пензенская область). В 1930 году окончил 9 классов школы в городе Кузнецк (Пензенская область). В 1930—1932 годах был на комсомольской работе.
В 1937 году окончил Московский энергетический институт. В 1937—1938 годах работал в Московском энергетическом институте. С 1938 года — инженер, старший инженер, начальник бригады лаборатории, заместитель начальника лаборатории ОКБ Московского электромоторного завода № 266 имени И. И. Лепсе. В 1941 году был ответственным руководителем, отвечавшим за эвакуацию завода в Киров. В эвакуации работал заместителем начальника лаборатории ОКБ. В 1943 году возвратился вместе с предприятием в Москву. В 1943—1948 годах — начальник лаборатории, начальник конструкторской бригады ОКБ, начальник экспериментально-исследовательского отдела, начальник лаборатории завода № 140. Участвовал в разработке электрооборудования для самолётов.
С 1948 года — главный конструктор завода № 25 (в 1954—1966 годах — ОКБ-476, с 1966 года — Московский агрегатный завод «Дзержинец»; ныне — ОАО «Аэроэлектромаш») — головного разработчика и производителя электрооборудования Министерства авиационной промышленности. Под руководством А. Ф. Федосеева и при его непосредственном участии разработан широкий спектр электрооборудования, которое применялось практически на всех типах самолётов, вертолётов и ракетно-космических летательных аппаратов, производимых в СССР в послевоенные годы. Многие разработанные и внедрённые в производство при его участии образцы оборудования не уступали, а в некоторых случаях и превосходили по своим свойствам все аналогичные образцы зарубежного производства.
В 1951 году участвовал в разработке первых в СССР зенитных управляемых ракет конструкции С. А. Лавочкина, с 1959 года — в разработке и создании пусковых установок 2П30 для запуска крылатых ракет П-5 и П-5Д конструкции В. Н. Челомея.
В 1968—1972 годах по совместительству вёл преподавательскую деятельность на кафедре электрических машин в Московском авиационном институте; был научным руководителем ряда кандидатов и докторов наук.
Умер 11 февраля 1978 года. Похоронен на Ваганьковском кладбище (12 уч.).

## Награды и премии
- Герой Социалистического Труда (22.07.1966)
- два ордена Ленина (12.07.1957, 22.07.1966)
- орден Октябрьской Революции (29.04.1971)
- орден Отечественной войны II степени (16.09.1945)
- орден Трудового Красного Знамени (6.12.1949)
- медали
- Сталинская премия второй степени (1952) — за создание нового оборудования
- Сталинская премия третьей степени (1953)